# Carl Westman

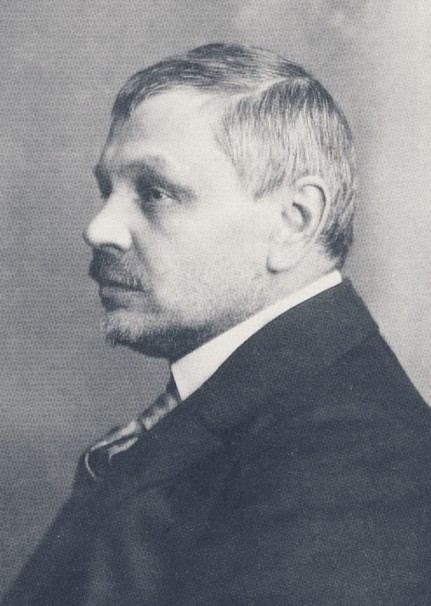
Carl Westman um 1910

Ernst Carl Westman (* 20. Februar 1866 in Falun; † 23. Januar 1936 in Stockholm) war schwedischer Architekt.
Nach Studien in Stockholm und einer zweijährigen Studienreise nach Amerika 1893 bis 1895 begann Carl Westman ab 1897 als Architekt in Stockholm zu arbeiten. Am Beginn bekam er vor allem Aufträge für Villen und Einrichtungen. Eines seiner ersten größeren Werke war das Haus der schwedischen Ärztegesellschaft in Stockholm, das zwischen 1904 und 1906 entstand und zu den ersten Bauten im Stil der schwedischen Nationalromantik zählt. Zwischen 1910 und 1914 baute er das Museum Röhsska Konstslöjdmuseet in Göteborg und zwischen 1911 und 1915 das Stockholmer Rathaus, beide ebenfalls im nationalromantischen Stil. In der Folge arbeitete er vor allem als Krankenhausarchitekt. Sein letztes Werk war das Karolinska Institutet in Solna.
Carl Westman war auch ein bedeutender Möbeldesigner. Seine Möbel waren von der britischen Arts and Craft-Bewegung beeinflusst.

## Werke
- Nyköpings tingshus, Nyköping, 1907–1910
- Romanäs Sanatorium, 1905–1907
- Röhsska Museum, Göteborg, 1910–1914
- Stockholms rådhus, 1911–1915
- Svenska Läkaresällskapets hus, Stockholm, 1904–1906
- Sankta Maria Sjukhus (Nervenklinik), Helsingborg, 1927